# Juan de Acuña Vela
Juan de Acuña Vela (Ávila, primera mitad del siglo XVI – septiembre de 1606), militar español.

## Biografía
Era hijo de Blasco Núñez Vela, virrey del Perú, y Brianda de Acuña. Desde joven sirvió al monarca Carlos I en el frente militar. En 1552 fue designado general de la Caballería ligera creada por Juan Manrique de Lara a fin de defender la ciudad italiana de Siena de los franceses. En 1555 se encargó provisoriamente de la embajada en Roma. 
En la primera mitad de la década de 1560 contrajo matrimonio con Luisa de Vera y Guzmán, hija del caballero abulense Antonio de Vera y Bracamonte y de su esposa Luisa de Guzmán. Luisa era prima de Isabel Sedeño, después carmelita descalza y compañera de Santa Teresa como Isabel de Santo Domingo.
También estuvo en Flandes sirviendo al duque de Alba y posteriormente, entre 1579 y 1580, como veedor general. El 30 de agosto de 1586 fue nombrado capitán general de la Artillería de España en sustitución de Francés de Álava, que había fallecido.
Tenía un hábito de caballero de la Orden de Alcántara, cuya encomienda de Clavería, valorada en 4500 ducados, le fue concedida en mayo de 1594.
En 1595 alcanzó tener el cargo de consejero de Guerra, en reemplazo de Juan de Cardona, y se mantuvo en el cargo hasta su muerte en septiembre de 1606.